# 지식사회학
지식사회학(知識社會學)은 지식의 여러 형태를 사회적인 모든 조건과의 연관에서 연구하는 문화사회학의 일부이다.
만하임이 가장 유력한 주장자였다. 만하임은 마르크스의 영향을 많이 받았으나 마르크스에 의한 당파적 일면성을 극복하여 모든 사유(思惟)가 존재에 규정된 일면적인 것임을 통찰할 때, 처음으로 정치적 무기로서의 이데올로기론(論)으로부터 과학으로서의 지식사회학이 성립한다고 생각한다.
최근의 매스컴에 대한 연구도 지식사회학의 하나로 볼 수 있다.

## 같이 보기
- 인식론
- 지식
- 지식 경영
- 존재론
- 사회적 구성주의
- 과학지식사회학
- 에밀 뒤르켐
- 마르셀 모스
- 막스 셸러
- 카를 만하임
- 피터 L. 버거
- 토마스 루크만
- 미셸 푸코
- 바실 번스타인